# Ghirmai Efrem
Ghirmai Efrem (geb. 4. April 1996 in Helsingborg, Schweden) ist ein ehemaliger eritreischer Schwimmer.

## Karriere
Efrem nahm an den Olympischen Spielen 2020 in Tokio teil. Über 50 m Freistil kam er auf Platz 46. Er war zudem, zusammen mit Nazret Weldu, Fahnenträger bei der Eröffnungszeremonie.
Er schwamm außerdem bei den Afrikaspielen 2019 in Rabat und den Schwimmweltmeisterschaften 2019 in Gwangju.